# Proteides
Proteides is een geslacht van vlinders van de familie dikkopjes (Hesperiidae), uit de onderfamilie Eudaminae.

## Soorten
- P. maysi (Lucas, 1857)
- P. mercurius (Fabricius, 1787)